# Sarasota Open
Il Sarasota Open, noto anche come Elizabeth Moore Sarasota Open per motivi di sponsorizzazione, è un torneo professionistico di tennis giocato sulla terra verde. Fa parte dell'ATP Challenger Tour. Si gioca annualmente a Sarasota negli Stati Uniti, dal 2009.
Facundo Argüello detiene il record per maggior numero di titoli vinti, due, nel doppio.

## Albo d'oro

### Singolare
| Anno       | Campione           | Finalista          | Punteggio        |
| ---------- | ------------------ | ------------------ | ---------------- |
| 2025       | Emilio Nava        | Liam Draxl         | 6–2, 7–6(2)      |
| 2024       | Thanasi Kokkinakis | Zizou Bergs        | 6–3, 1–6, 6–0    |
| 2023       | Daniel Altmaier    | Daniel Elahi Galán | 7–6(1), 6–1      |
| 2022       | Daniel Elahi Galán | Steve Johnson      | 7–6(7), 4–6, 6–1 |
| 2021- 2020 | Non disputato      | Non disputato      | Non disputato    |
| 2019       | Tommy Paul         | Tennys Sandgren    | 6–3, 6–4         |
| 2018       | Hugo Dellien       | Facundo Bagnis     | 2–6, 6–4, 6–2    |
| 2017       | Frances Tiafoe     | Tennys Sandgren    | 6–3, 6–4         |
| 2016       | Miša Zverev        | Gerald Melzer      | 6–4, 7–6(2)      |
| 2015       | Federico Delbonis  | Facundo Bagnis     | 6–4, 6–2         |
| 2014       | Nick Kyrgios       | Filip Krajinović   | 7–6(10), 6–4     |
| 2013       | Alex Kuznetsov     | Wayne Odesnik      | 6–0, 6–2         |
| 2012       | Sam Querrey        | Paolo Lorenzi      | 6–1, 6(3)–7, 6–3 |
| 2011       | James Blake        | Alex Bogomolov Jr. | 6–2, 6–2         |
| 2010       | Kei Nishikori      | Brian Dabul        | 2–6, 6–3, 6–4    |
| 2009       | James Ward         | Carsten Ball       | 7–6(4), 4–6, 6–3 |

### Doppio
| Anno       | Campioni                                 | Finalisti                                  | Punteggio              |
| ---------- | ---------------------------------------- | ------------------------------------------ | ---------------------- |
| 2025       | Robert Cash James Tracy                  | Federico Agustín Gómez Luis David Martínez | 6–4, 7–6(3)            |
| 2024       | Tristan Boyer Oliver Crawford            | Ethan Quinn Tennys Sandgren                | 6–4, 6–2               |
| 2023       | Julian Cash Henry Patten                 | Guido Andreozzi Guillermo Durán            | 7–6(4), 6–4            |
| 2022       | Robert Galloway Jackson Withrow          | André Göransson Nathaniel Lammons          | 6–3, 7–6(3)            |
| 2021- 2020 | Non disputato                            | Non disputato                              | Non disputato          |
| 2019       | Martín Cuevas Paolo Lorenzi              | Luke Bambridge Jonny O'Mara                | 7–6(5), 7–6(6)         |
| 2018       | Evan King Hunter Reese                   | Christian Harrison Peter Polansky          | 6–1, 6–2               |
| 2017       | Scott Lipsky Jürgen Melzer               | Stefan Kozlov Peter Polansky               | 6–2, 6–4               |
| 2016       | Facundo Argüello (2) Nicolás Kicker      | Marcelo Arévalo Sergio Galdós              | 4–6, 6–4, [10–6]       |
| 2015       | Facundo Argüello (1) Facundo Bagnis      | Chung Hyeon Divij Sharan                   | 3–6, 6–2, [13–11]      |
| 2014       | Marin Draganja Henri Kontinen            | Rubén Ramírez Hidalgo Franko Škugor        | 7–5, 5–7, [10–6]       |
| 2013       | Ilija Bozoljac Somdev Devvarman          | Steve Johnson Bradley Klahn                | 6(5)–7, 7–6(3), [11–9] |
| 2012       | Johan Brunström Izak van der Merwe       | Martin Emmrich Andreas Siljeström          | 6–4, 6–1               |
| 2011       | Ashley Fisher Stephen Huss               | Alex Bogomolov Jr. Alex Kuznetsov          | 6–3, 6–4               |
| 2010       | Brian Battistone Ryler DeHeart           | Gero Kretschmer Alex Satschko              | 5–7, 7–6(4), [10–8]    |
| 2009       | Víctor Estrella Burgos Santiago González | Harsh Mankad Kaes Van't Hof                | 6–2, 6–4               |